# Stanisław Lorentz

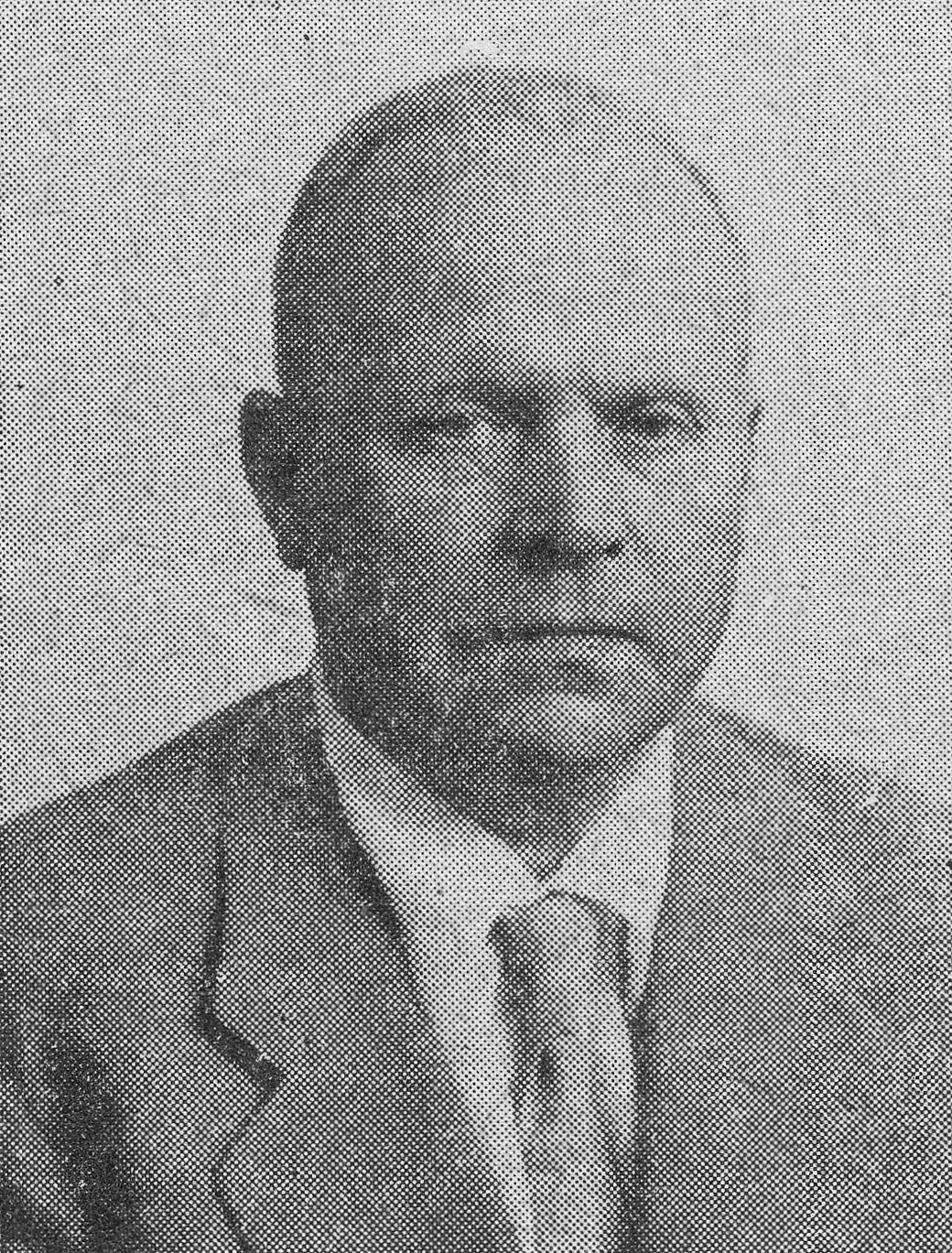
Stanisław Lorentz, 1978

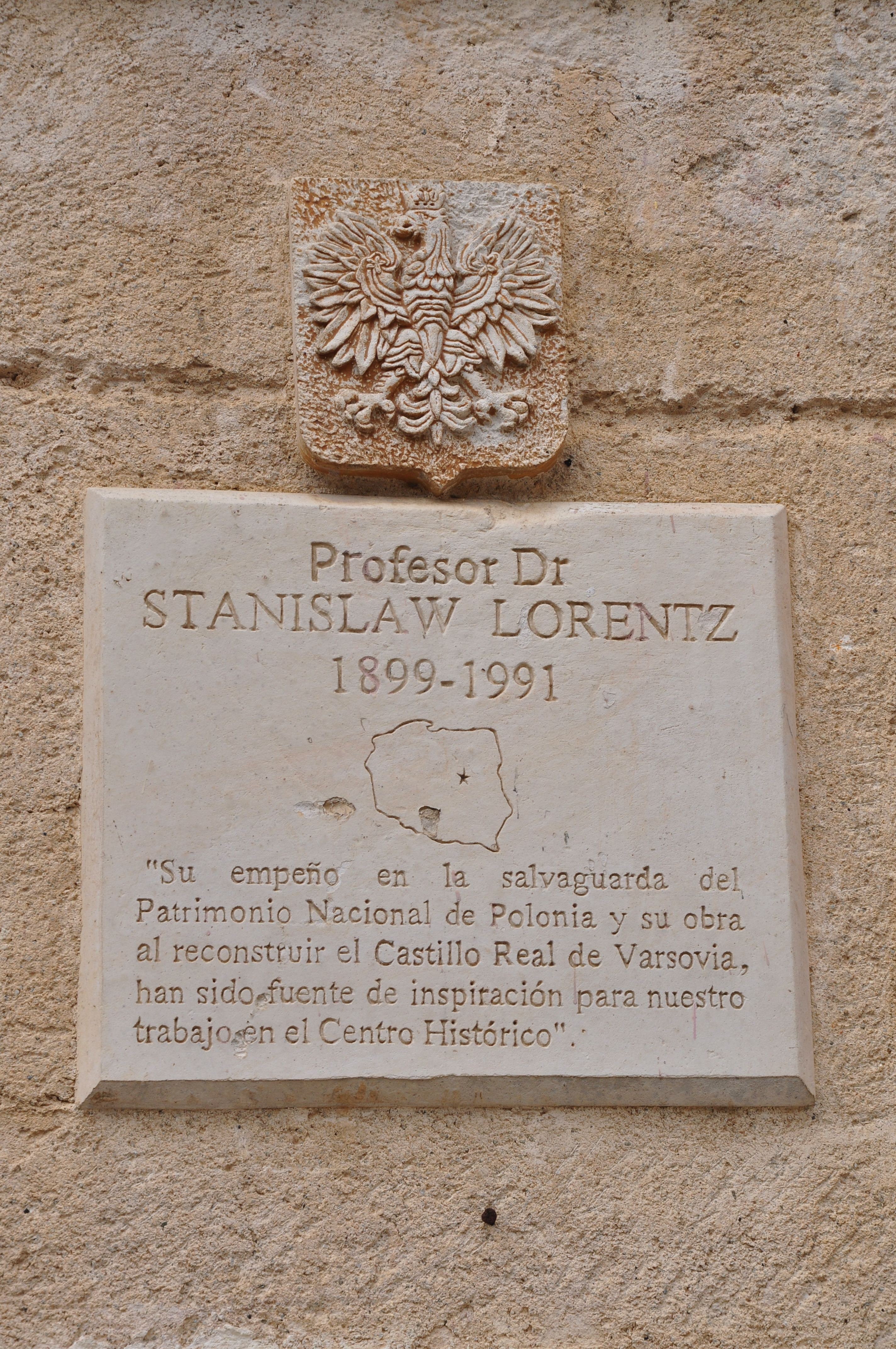
Gedenktafel für Stanisław Lorentz in Havanna

Stanisław Lorentz (* 28. April 1899 in Radom; † 15. März 1991 in Warschau), Deckname «Bukowski»,  war ein polnischer Musikwissenschaftler, Museologe und Kunsthistoriker.

## Leben
Lorentz legte die Maturaprüfung am Gimnazjum Górskiego in Warschau ab und studierte  dann an der philosophischen Fakultät der Universität Warschau. Er schloss sein Studium 1924 mit dem Doktorat ab, seine Dissertation behandelte Ephraim Schröger. 1929 übersiedelte er in das damals polnische Wilna. Er arbeitete zunächst als Gymnasiallehrer, dann als beamteter Denkmalschutzexperte und leitete ab 1935 das Nationalmuseum Warschau. Während der deutschen Besatzung gehörte er der polnischen Untergrundbewegung an und bemühte sich um die Erhaltung polnischen kulturellen Erbes durch Dokumentation der von den Besatzern geraubten Kunstschätze. Nach dem Krieg wurde er wieder Museumsdirektor, ab 1947 Professor an der Warschauer Universität, Mitglied des Sejm (1965–1969), der Polnischen Akademie der Kenntnisse (ab 1949) und der Polnischen Akademie der Wissenschaften (ab 1952) sowie zahlreicher Kommissionen. Besondere Aktivitäten entfaltete er als UNESCO-Experte für polnisches kulturelles Erbe und als Propagator des Wiederaufbaus des Warschauer Königsschlosses.

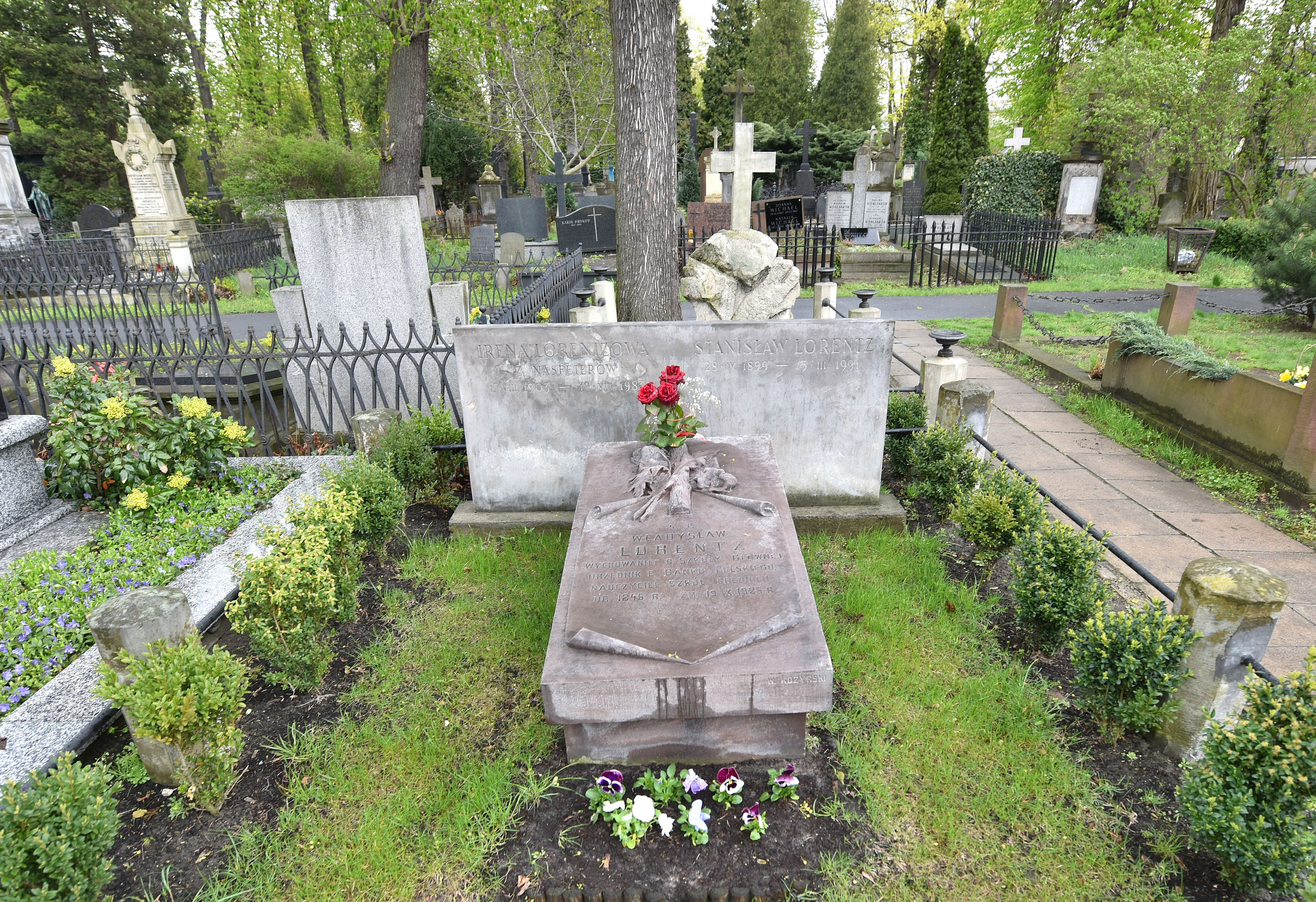
Stanisław Lorentz' Grab

Lorentz liegt auf dem evangelischen Friedhof augsburgischen Bekenntnisses begraben.

## Auszeichnung
- 1973: Kulturpreis der Stadt Kiel

## Werke (Auswahl)
- Die Renaissance in Polen, Warschau, "Prasa", 1955
- Museen und Sammlungen in Polen, Leipzig, E.A. Seemann Verlag 1974